# Giampiero Massolo
Giampiero Massolo (né le 5 octobre 1954 à Varsovie) est un diplomate italien, devenu dirigeant d'entreprise après sa carrière diplomatique.
Il est le président du groupe industriel naval Fincantieri depuis 2015,,.